# NGC 1153
NGC 1153 est une galaxie lenticulaire située dans la constellation de la Baleine. NGC 1153 a été découverte par l'astronome germano-britannique William Herschel en 1784.

## Caractéristiques
Sa vitesse par rapport au fond diffus cosmologique est de  2 785 ± 20 km/s, ce qui correspond à une distance de Hubble de 41,1 ± 2,9 Mpc (∼134 millions d'al).

## Paire de galaxies
Les galaxies NGC 1153 et UGC 2446 sont dans la même région du ciel et selon l'étude réalisée par Abraham Mahtessian, elles forment une paire de galaxies. UGC 2446 est noté 0256++0314 dans l'article de Mahtessian pour CGCG 0256.0+0314.
Notons cependant que valeur de la vitesse radiale heliocentrique d'UGC 2446 indiquée sur la mise à jour du site NASA/IPAC est de 7088,89 km/s, alors que précédemment elle était de 3104 km/s. Cette nouvelle valeur est basée sur une publication datant de 1991. Si ces nouvelles données sont exactes, alors cette galaxie ne forme pas une paire physique avec NGC 1153. Les valeurs de (3090 ± 9) km/s et de 41,4 Mpc indiquées par la base de données Simbad pour la vitesse radiale et la distance sont basées sur le catalogue LEDA publié en 2002 et elle confirmeraient que ces deux galaxies forment une paire physique.

## Groupe de NGC 1137
NGC 1153 fait partie d'un groupe de galaxies d'au moins 5 membres, le groupe de NGC 1137. Outre NGC 1153 et NGC 1137, les trois autres galaxies du groupe sont IC 273, IC 277 et UGC 2441. À ces cinq galaxies, il faut ajouter la galaxie UGC 2446, car elle forme une paire de galaxies NGC 1153.